# Philippe Jaroussky
Philippe Jaroussky (Maisons-Laffitte, 13 febbraio 1978) è un controtenore francese.

## Biografia
Philippe Jaroussky è nato a Maisons-Laffitte il 13 febbraio 1978 da una famiglia di origini russe e fin dall'infanzia ricevette lezioni di musica presso collegio di Sartrouville.
Dall'età di undici anni studiò violino, pianoforte e composizione al Conservatorio di Versailles e dal 1996 iniziò la formazione vocale con il soprano Nicole Fallien, entrando al Dipartimento di Musica Antica del Conservatorio di Parigi l'anno successivo, continuando gli studi con Michel Laplenie, Kenneth Weiss e Sophie Boulin. 
Esordì nel 1999 al festival musicale di Royaumont e Ambronay come sopranista nell'oratorio inedito di Alessandro Scarlatti Sedecia, re di Gerusalemme diretto da Gerard Lesne. 
Si diplomò in canto nel 2001. Dal 2003 il suo registro vocale cambiò in quello di controtenore acuto mezzosopranile (estensione: sol3 - si5) riversando il suo interesse nel repertorio operistico e oratoriale barocco.
Nel 2002 ha costituito l'Ensemble Artaserse. Importantissima nel suo repertorio la musica barocca, in particolar modo Vivaldi e Händel.
Nel 2007 vince il premio Artista Lirico Francese dell'anno, cantando l'aria di Antonio Vivaldi Vedrò con mio diletto (Atto I, Scena VII) dall'opera Giustino (1724).
All'Edinburgh International Festival nel 2007 fu Ruggiero in Orlando furioso con Sonia Prina, Jennifer Larmore e Verónica Cangemi.
Nel 2008 iniziarono le collaborazioni con Le Concert d’Astrée, diretto da Emmanuelle Haïm, l’Ensemble Matheus diretto da Jean-Christophe Spinosi, L’Arpeggiata diretto da Christina Pluhar.
A Salisburgo nel 2009 e nel 2010 tenne un recital e nel 2012 interpretò Sesto in Giulio Cesare in Egitto con Andreas Scholl, Cecilia Bartoli e Anne Sofie von Otter.
Nel 2011 si esibì in un recital al Gran Teatre del Liceu di Barcellona e nel 2012 interpretò Michelange Merisi in Caravaggio di Suzanne Giraud a Metz, tenne un concerto con Marie-Nicole Lemieux a Halle (Saale) e rivestì il ruolo di Artaserse in Artaserse di Leonardo Vinci a Nancy, al Theater an der Wien, all'Opéra di Losanna, al Théâtre des Champs-Élysées ed all'Opera di Colonia.
Nel 2013 presentò il suo ultimo album con musiche di Nicola Porpora al Festival d'Ambronay e tenne un recital al Théâtre des Champs-Elysées.
Nel 2017 creò l'Accademia Musicale Philippe Jaroussky, inaugurata nel settembre 2017 nell'ambito dell'apertura de La Seine Musicale, con il fine di consentire la scoperta e lo studio della musica classica per i ragazzi meno abbienti e supportare i giovani musicisti verso l'inserimento nel mondo professionale.
Jaroussky canta spaziando dal registro di soprano a quello di contralto, con un timbro sempre puro e morbido.

## Repertorio
| Ruolo               | Titolo                        | Autore     |
| ------------------- | ----------------------------- | ---------- |
| Michelangelo Merisi | Caravaggio                    | Giraud     |
| Orfeo               | Orfeo ed Euridice             | Gluck      |
| Nerone              | Agrippina                     | Händel     |
| Sesto Pompeo        | Giulio Cesare in Egitto       | Händel     |
| Arsace              | Partenope                     | Händel     |
| Ruggiero            | Alcina                        | Händel     |
| Adolfo              | Faramondo                     | Händel     |
| Sant'Alessio        | Il Sant'Alessio               | Landi      |
| La Speranza         | L'Orfeo                       | Monteverdi |
| L'humana fragilità  | Il ritorno d'Ulisse in patria | Monteverdi |
| Mercurio Nerone     | L'incoronazione di Poppea     | Monteverdi |
| Anfione             | Niobe, Regina di Tebe         | Steffani   |
| Artaserse           | Artaserse                     | Vinci      |
| Zelim               | La verità in cimento          | Vivaldi    |
| Alceste             | Ercole su'l Termodonte        | Vivaldi    |
| Ruggiero            | Orlando furioso               | Vivaldi    |
| Osmino              | La fida ninfa                 | Vivaldi    |
| Roberto             | La Griselda                   | Vivaldi    |
| Arbace              | Catone in Utica               | Vivaldi    |

## Discografia
- Alessandro Scarlatti: Sedecia, Re di Gerusalemme. Lesne, Pochon, Harvey, Padmore. Il Seminario Musicale, Gérard Lesne. Virgin Veritas (reg. novembre 1999, École Sainte-Geneviève, Versailles, Francia)
- Claudio Monteverdi: L'incoronazione di Poppea. Laurens, Oliver, Schofrin, Oro. Ensemble Elyma, Gabriel Garrido. K617 (reg. luglio/agosto 2000, Chiesa San Martino, Erice)
- Pierre Menault: Vêpres pour le Pére la Chaize. Greuillet, Janssens, Lombard, van Dyck. Ensemble La Fenice, Jean Tubéry. K617 (reg. aprile 2001, chiesa Saint-Lazare, Avallon, Francia)
- Giovanni Battista Bassani: La morte delusa. Galli, del Monaco, Piolino, Sarragosse. Ensemble La Fenice, Jean Tubéry. Opus 111 (reg. agosto 2001, Delft, Paesi Bassi)
- Antonio Vivaldi: Catone in Utica. Edwards, Laszczkowski, Cangemi, Faraon. La Grande Écurie, Jean-Claude Malgoire. Dynamic (reg. novembre 2001, Théâtre Municipal, Tourcoing, Francia)
- Antonio Vivaldi: La verità in cimento. Rolfe-Johnson, Stutzmann, Laurens, Mingardo. Ensemble Matheus, Jean-Christophe Spinosi. Naïve - Opus 111 (reg. settembre 2002, Eglise de Daoulas, Bretagne, Francia)
- Benedetto Ferrari: Musiche varie. Ensemble Artaserse. Ambroisie (reg. ottobre/dicembre 2002, Chapelle Jésus-Enfant - Paroisse Ste. Clothilde, Parigi)
- Georg Friedrich Händel: Agrippina. Gens, Perruche, Smith, Grégoire, di Falco. La Grande Écurie, Jean-Claude Malgoire. Dynamic (reg. marzo 2003, Théâtre Municipal, Tourcoing, Francia)
- Un concert pour Mazarin. Ensemble La Fenice, Jean Tubery. Virgin Classics, 2004 (reg. giugno 2003, Abbaye de Saint-Michel, Thiérache, Francia)
- Claudio Monteverdi: Selva morale e spirituale. Spiritualità e liturgia/I salmi vespertini/Vespro dei Martiri/L'eloquenza divina. Ensemble Elyma, Gabriel Garrido. Ambronay Edition (reg. 2003/2004, Festival de Ambronay)
- Antonio Vivaldi: Orlando furioso. Larmore, Lemieux, Cangemi. Ensemble Matheus, Jean-Christophe Spinosi. Naïve - Opus 111 (reg. giugno 2004, Eglise de Daoulas, Bretagne, Francia)
- Claudio Monteverdi: L'Orfeo. van Rensburg, Gerstenhaber, Thébault, Gerstenhaber, Gillot, Kaïque. La Grande Écurie, Jean-Claude Malgoire. Dynamic (reg. ottobre 2004, Théâtre Municipal, Tourcoping, Francia)
- Antonio Vivaldi: Virtuoso cantatas. Ensemble Artaserse. Virgin Veritas (reg. ottobre 2004, Chapelle des sœurs auxiliaires, Versailles, Francia)
- Antonio Vivaldi: Griselda. Lemieux, Cangemi, Kermes, Ferrari, Davies. Ensemble Matheus, Jean-Christophe Spinosi. Naïve - Opus 111 (reg. novembre 2005, Salle Surcouf, Foyer du Marin, Brest, Francia)
- Beata Vergine, Motets à la Vierge entre Rome et Venise, Ensemble Artaserse. Virgin Classics (reg. dicembre 2005, Eglise Notre-Dame du Liban, Parigi, Francia)
- Vivaldi Heroes. Ensemble Matheus, Jean-Christophe Spinosi. Virgin Classics (reg. ottobre 2006, Auditorium de l'Ecole Nationale de Musique, Brest, Francia)
- Carestini, the story of a castrato. Le Concert d'Astrée, Emmanuelle Haïm. Virgin Classics, 2007
- Johann Sebastian Bach: Magnificat - Georg Friedrich Händel: Dixit Dominus. Dessay, Deshayes, Spence, Naouri. Le Concert d'Astrée, Emmanuelle Haïm. Virgin Classics, 2007 (reg. ottobre 2006, Paroisse Notre Dame du Liban, Parigi)
- Antonio Vivaldi: Nisi Dominus, Stabat Mater. Jaroussky, Lemieux. Ensemble Matheus, Jean-Christophe Spinosi. Naïve (reg. luglio/novembre 2007, Salle Surcouf, Brest, Francia)
- J.C. Bach: La Dolce Fiamma - Forgotten Castrato Arias - Philippe Jaroussky, 2009 Erato/Warner
- Farinelli: Porpora Arias - Philippe Jaroussky, Andrea Marcon & Venice Baroque Orchestra, 2013 Erato/Warner - decima posizione in Francia
- Leonardo Vinci: Artaserse, Valer Sabadus, Philippe Jaroussky, Max Emanuel Cenčić, Franco Fagioli; Concerto Köln, Diego Fasolis, Virgin Classics (EMI), 2012
- Vivaldi: Pietà - Sacred works, Philippe Jaroussky; Antonio Vivaldi, 20 October 2014
- Green: Mélodies françaises sur des poèmes de Verlaine, Philippe Jaroussky, Quatuor Ebène, Jérôme Ducros, Erato, 2015
- Bach & Telemann: Sacred Cantatas, Philippe Jaroussky; Georg Philipp Telemann, Johann Sebastian Bach; 6 October 2016
- La Storia di Orfeo, Philippe Jaroussky; Claudio Monteverdi, Luigi Rossi, Antonio Sartorio,
- 3 March 2017, Emőke Baráth, I Barocchisti, Diego Fasolis
- Gluck: Orfeo ed Euridice, Philippe Jaroussky; Christoph Willibald Gluck, 17 May 2018, Emőke Baráth, I Barocchisti, Diego Fasolis
- Himmelsmusik, Christina Pluhar & L'Arpeggiata, Philippe Jaroussky, Céline Scheen, Erato, 2018
- La Lyra d' Orfeo & Arpa Davidica, Philippe Jaroussky, Veronique Gens, Jakub Józef Orliński, Valer Sabadus, Celine Scheen, Giuseppina Bridelli, L'Arpeggiata, Ltg: Christina Pluhar, Erato, 2019
- Ombra mai fu – Francesco Cavalli – Opera Arias, Philippe Jaroussky, 8 March 2019, Emőke Baráth, Marie-Nicole Lemieux
- Passion Jaroussky, Philippe Jaroussky, 25 October 2019
- La Vanità del Mondo, Philippe Jaroussky, 13 November 2020, Yannis François, Ensemble Artaserse
- Caldara in Vienna - Un concert pour Mazarin, Philippe Jaroussky; Antonio Caldara, 29 January 2021
- Emmanuelle Haïm, Concerto Köln, Jean Tubéry, Ensemble la Fenice
- À sa guitare, Philippe Jaroussky, Thibaut Garcia, 15 Ottobre 2021

## DVD & BLU-RAY
- Stefano Landi, Il Sant'Alessio, Philippe Jaroussky, Max Emanuel Cenčić, Alain Buet, Xavier Sabata, Damien Guillon, Pascal Bertin, José Lemos & Luigi de Donato; Benjamin Lazar, Orchestra and Chorus of Les Arts Florissants, William Christie; Erato, 2008
- Monteverdi: L'incoronazione di Poppea, Philippe Jaroussky, Danielle de Niese, Anna Bonitatibus, Max Emanuel Cencic; Les Arts Florissants, William Christie; Erato, 2012
- Philippe Jaroussky: La Voix Des Rêves,Greatest Moments On Concerts, Virgin Classics, 2014
- Leonardo Vinci: Artaserse, Valer Sabadus, Philippe Jaroussky, Max Emanuel Cenčić, Franco Fagioli; Concerto Köln, Diego Fasolis, Virgin Classics (EMI), 2014
- Haendel, Giulio Cesare - Antonini/Bartoli/Scholl/Otter/Jaroussky, 2016 Decca
- Handel: Alcina, Patricia Petibon, Philippe Jaroussky, Anna Prohaska, Katarina Bradic, Anthony Gregory, Krzysztof Baczyk, Elias Mädler, Lionel Wunsch; Freiburger Barockorchester, MusicAeterna, Andrea Marcon, Katie Mitchell; Erato, 2016
- Kaija Saariaho: Only the Sound Remains. Philippe Jaroussky, Davóne Tines; Dutch National Opera, André De Ridder & Peter Sellars, Erato, 2017
- Bach & Telemann: Sacred Cantatas; Philippe Jaroussky, Freiburger Barockorchester, EuroArts, 2017

## Premi e riconoscimenti
- Rivelazione artista lirico, 2004
- Nominato nella categoria “Artista dell'anno”, 2005
- Artista lirico dell'anno, 2007
- Migliore registrazione dell'anno, 2008
- ECHO Klassik 2008: cantante dell'anno. Carestini – The Story of a Castrato[6]
- Gran Premio Charles Cros, 2009[7]
- Artista lirico dell'anno, 2010[8]
- ECHO Klassik 2016: Miglior cantante dell'anno[9] Green: Mélodies françaises sur des poèmes de Verlaine
- Victoires de la Musique Classique: Vittoria d'onore, 2020[10]